# Vistagí
Vistagí (em grego: Βισταγή) é uma vila cretense da unidade regional de Retimno, no município de Amári, na unidade municipal de Sivrítos. Segundo censo de 2011, têm 201 habitantes. Situada a 492 metros acima do nível do mar, está no sopé das montanhas Psilorítis. São vizinhos a ela as vilas de Assomáton e Monastirací. Foi mencionada em um documento de 1577 sendo, no passado, conhecida como Pistagí ou Bistagí.